# Carlo Hornung-Jensen
Carlo Christoffer Hornung- Jensen (født 23. maj 1882 i København, død 17. januar 1960 på Fredriksberg) var en dansk kunstmaler.
Han var i malerlære fra 1896 til 1901 og var fra 1904 til 1906 elev på Det Kongelige Danske Kunstakademi.
Forældrene var handelskommis, senere klaverstemmer Lauritz Jensen og Constantia Hornung. Den 24.12.1918 blev han gift med Ellen Hermansen, (1889-1975). Sammen har de sønnen kunstmaleren Preben Hornung.
C. Hornung-Jensen blev fortrolig med friluftsstudiet og det naturalistiske maleris håndværk, og hans alsidige tekniske skoling blev ham til nytte over en bred vifte af motiver. som portrætter, genremotiver og landskaber. Blandt andet kan fremhæves malerierne fra Dyrehaven.